# Delta (delstat)
Delta är en delstat i västra delen av Nigerdeltat i södra Nigeria, vid Beninbukten. Delstaten bildades 1991 av den södra delen av delstaten Bendel. Den norra delen lades till Edo.
Här odlas jams, maniok, ris och majs för lokal förbrukning, och de viktigaste handelsprodukterna är palmolja och palmkärnor. Petroleum utvinns både på land och utanför kusten, och det går en oljeledning från Beninbukten till Warri. Industrin är mångskiftande och omfattar bland annat glas-, textil-, plast- och gummiindustri, samt båtbyggande, sågverk och petroleumraffinering. En bro över Nigerfloden går från Asaba till Onitsha.